# Ministère des Situations d'urgence (Biélorussie)
Pour les articles homonymes, voir Ministère des Situations d'urgence.

Le ministère des situations d'urgence de la Biélorussie (biélorusse : Міністэрства па надзвычайных сітуацыях) est une agence gouvernementale qui supervise les services d'urgence de la Biélorussie Elle est chargée de protéger la population bélarussienne en cas de catastrophe naturelle. Il est situé dans la rue Revaliucyjnaja à Minsk. Le ministère des situations d'urgence a été créé en vertu d'un décret du président Alexandre Loukachenko le 23 septembre 1994.

## Fonctions
Le ministère exerce les fonctions suivantes :
- Contrôle et gestion dans le domaine de la prévention et de la liquidation des situations d'urgence liées à des catastrophes naturelles ou causées par l'homme et de la défense civile
- Assurer la sécurité incendie, industrielle, nucléaire et radiologique
- Gérer les conséquences de la catastrophe de Tchernobyl
- La création et la préservation des réserves matérielles de l'État et de la mobilisation
- Règlement dans le domaine de la sécurité de la navigation des petits bateaux sur les voies navigables intérieures du Belarus